# Bosaro
Bosaro là một đô thị ở tỉnh Rovigo ở vùng Veneto của Ý, có khoảng cách khoảng 60 km về phía tây nam của Venezia và khoảng 8 km về phía nam của Rovigo. Tại thời điểm ngày 31 tháng 12 năm 2004, đô thị này có dân số 1.391 người và diện tích là 6,0 km².
Đô thị Bosaro có các frazioni (các đơn vị cấp dưới, chủ yếu là các làng) Balladore, Bosco del Monaco, Chiaviche Roncagalle, Gagliani, Gorghetto, và Passo.
Bosaro giáp các đô thị: Arquà Polesine, Guarda Veneta, Polesella, Pontecchio Polesine, Rovigo.